# بالا افتادن
بالا افتادن (به انگلیسی: Falling up) کتاب داستانی نوشتهٔ شل سیلورستاین و مناسب برای گروه سنی کودکان ۱۰ تا ۱۲ ساله است. این کتاب حاوی تصاویر سیاه و سفیدی شبیه کاریکاتور است که همگی توسط نویسنده کشیده شده‌اند. این کتاب سومین و آخرین مجموعه شعری است که توسط شل سیلورستاین ساخته شد، چرا که خود او سه سال پس از انتشار آن فوت کرد. سیلوراستاین این کتاب را به پسر خود متیو تقدیم کرده بود.